# Caldwell-Vale

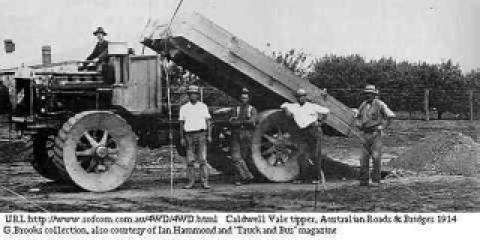
Caldwell-Vale Kipper

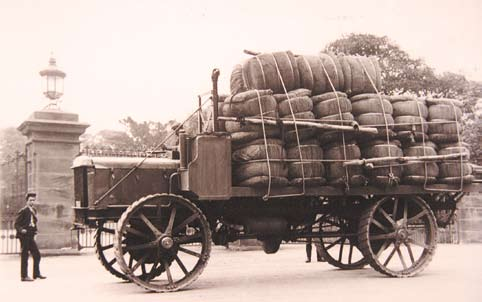
Ein Caldwell-Vale-LKW (1910), beladen mit Wollballen. Dieses Modell hatte eine Höchstgeschwindigkeit von 9,6 km/h.

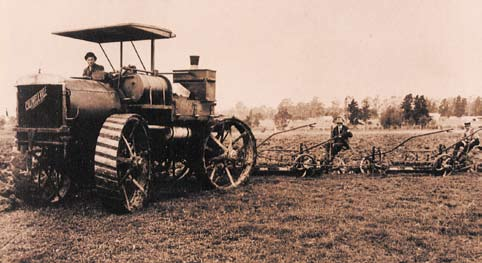
Ein 80 hp-Caldwell-Vale-Traktor (1910). Er besaß Allradantrieb und einen weiteren Kühltank hinten. Dies legt den Schluss nahe, dass der vordere Kühler nicht ausreichte, den Motor auf normaler Betriebstemperatur zu halten.

Die Caldwell-Vale Motor and Tractor Construction Co. Ltd war ein australischer Automobil- und Nutzfahrzeughersteller, der von 1907 bis 1916 in Auburn (New South Wales), einem Vorort von Sydney, ansässig war.

## Geschichte
Die Brüder Felix Caldwell und Norman Laurie Caldwell aus Südaustralien gründete das Unternehmen. Sie meldeten 1907 ein Patent mit dem Titel Improvements in and connected with driving and steering of motor propelled vehicles (dt.: Verbesserungen beim und in Verbindung mit dem Fahren und Steuern motorgetriebener Fahrzeuge) an. Dieses Patent befasste sich mit dem Allradantrieb in Verbindung mit einer Allradlenkung. Später trat Henry Vale aus New South Wales in die Firma ein. 1910 meldete das Trio ein weiteres Patent mit dem Titel Improved power steering gear for heavy motor driven road vehicles (dt.: Verbesserte Servolenkung für schwere motorgetriebene Straßenfahrzeuge) an.
1912 / 1913 verlor die Firma einen Prozess über Leistungsgarantien ihrer LKWs und wurden 1916 von Purcell Engineering übernommen.

## Produkte
Nur wenige Details sind über die Marke bekannt, aber es entstanden wohl etwa 40 Fahrzeuge. Darunter war ein Tourenwagen mit Allradantrieb, einem 30 hp-Sechszylindermotor und Vierradlenkung. Eine andere Quelle nennt einen Vierzylindermotor mit 4310 cm³ Hubraum, 32 PS Leistung und ein Vierganggetriebe. Auch einige Traktoren wurden gebaut.